# Alyssum lepidoto-stellatum
Alyssum lepidoto-stellatum är en korsblommig växtart som först beskrevs av Heinrich Carl Haussknecht och Joseph Friedrich Nicolaus Bornmüller, och fick sitt nu gällande namn av Theodore `Ted' Robert Dudley. Alyssum lepidoto-stellatum ingår i släktet stenörter, och familjen korsblommiga växter. Inga underarter finns listade i Catalogue of Life.